# Bindoy
Bindoy is een gemeente in de Filipijnse provincie Negros Oriental. Bij de laatste census in 2007 had de gemeente ruim 36 duizend inwoners.

## Geschiedenis
De gemeente Bindoy ontstond in 1949 toen barangay Payabon werd afgescheiden van de gemeente Manjuyod. De nieuwe gemeente werd vernoemd naar Hermenegildo "Bindoy" Villanueva, afgevaardigde en gouverneur van Negros Oriental, lid van de Senaat van de Filipijnen en minister van Arbeid in het kabinet van Manuel Quezon.

## Geografie

### Bestuurlijke indeling
Bindoy is onderverdeeld in de volgende 22 barangays:
| - Atotes - Batangan - Bulod - Cabcaban - Cabugan - Camudlas - Canluto - Danao - Danawan - Domolog - Malaga | - Manseje - Matobato - Nagcasunog - Nalundan - Pangalaycayan - Penahan - Poblacion (Payabon) - Salong - Tagaytay - Tinaogan - Tubod |

## Demografie
Bindoy had bij de census van 2007 een inwoneraantal van 36.226 mensen. Dit zijn 1.453 mensen (4,2%) meer dan bij de vorige census van 2000. De gemiddelde jaarlijkse groei komt daarmee uit op 0,57%, hetgeen lager is dan het landelijk jaarlijks gemiddelde over deze periode (2,04%).